# 5-й драгунский гвардейский полк
5-й королевский иннискиллингский драгунский гвардейский полк (англ. 5th Royal Inniskilling Dragoon Guards) — кавалерийский полк Британской армии. Сформирован в 1922 году путём слияния 5-го драгунского гвардейского полка (гвардии принцессы Шарлотты Уэльской) и 6-го (иннискиллингского) драгунского полка. Он участвовал во Второй мировой войне и Корейской войне. В августе 1992 года, в результате сокращения расходов на оборону по программе «Варианты перемен» (Options for Change), полк был объединён с 4-м/7-м королевским драгунским гвардейским полком, образовав Королевский драгунский гвардейский полк.

## История
Полк был сформирован в 1922 году как 5-й/6-й драгунский полк в Каире (Египет), путём слияния 5-го драгунского гвардейского полка (полка принцессы Шарлотты Уэльской) и 6-го (иннискиллингского) драгунского полка.
В 1923 году полк был переброшен в Рисалпур в Индии. В 1927 году полк отказался от «6-го» и включил «иннискиллингский» в свое название, став, таким образом, 5-м иннискиллингским драгунским полком. В следующем году полк впервые передислоцировался в Великобританию, став 5-м драгунским полком. В 1935 году он получил королевское звание 5-й королевский иннискиллингской драгунский гвардейский полк. В 1938 году в рамках подготовки ко Второй мировой войне полк был механизирован; в следующем году он вошёл в состав вновь сформированного Королевского бронетанкового корпуса (RAC).

### Вторая мировая война
3 сентября 1939 года, через два дня после вторжения вермахта в Польшу, Великобритания, Франция и их союзники объявили войну нацистской Германии. Полк, оснащённый Vickers Mk.VI, под командованием подполковника Джона Энстиса, действовал в качестве разведывательного полка 4-й пехотной дивизии Британских экспедиционных сил (BEF), которая была развернута на континенте вскоре после начала войны. 10 мая 1940 года немецкая армия начала вторжение в Нидерланды, положив тем самым конец так называемой «фальшивой войне». Немецкое вторжение было быстрым и успешным; союзные войска в Бельгии, в состав которых входил полк, были вынуждены отступить к реке Шельда. Ожесточенные бои продолжались, войска BEF продолжали отступать, пока не был отдан приказ отступить к Дюнкерку на севере Франции. Полк был успешно эвакуирован из Дюнкерка в июне 1940 года.
В декабре 1940 года кадры, взятые из полка и 4-го/7-го королевского драгунского гвардейского полка, были использованы для формирования нового полка, 22-го драгунского, который был расформирован в декабре 1945 года.
5-я драгунский гвардейский полк оставался в Великобритании до конца июля 1944 года, когда он высадился в Нормандии, более чем через месяц после первой высадки 6 июня, и присоединилась к 22-й бронетанковой бригаде 7-й бронетанковой дивизии (знаменитые «крысы пустыни»). В Нормандии продолжались тяжёлые бои, и полк участвовал в боях за высоту Мон-Пинсон (Mont Pinçon) 48°58′17″ с. ш. 0°37′36″ з. д. в начале августа 1944, а затем в боях за Сен-Пьер-ла-Вьей. Полк принимал участие в дальнейших действиях в Северной Франции, включая помощь во взятии Лизьё 23 августа, а затем, переправившись через реку Риль, быстро продвигался к Сене.
Иннискиллинги начали наступление на Бельгию 31 августа — целью 7-й бронетанковой дивизии был город Гент — и пересекли реки Сомму, где полки-предшественники полка сражались во время Первой мировой войны, и реку Оти. Замечательное продвижение дивизии к франко-бельгийской границе не удалось удержать, поскольку огромное количество потребляемого топлива истощило имеющиеся запасы. Вместо этого меньшие силы, включая иннискиллингов, были задействованы в попытке захватить Гент; иннискиллинги и 11-й гусарский полк вошли в город 5 сентября. 7-я бронетанковая дивизия осталась в Бельгии для участия в операциях против остатков немецких войск и, таким образом, не принимала участия в операции «Маркет-Гарден». Впоследствии полк принял участие в тяжёлых боях в районе реки Маас в ходе операции «Фазан», которая началась в конце октября.
Полк участвовал в операции «Тетерев-косач» (Blackcock), которая началась 16 января 1945 года и заключалась в очистке западного берега реки Рур от немцев. Впоследствии он принял участие в переправе через Рейн, которая началась 25 марта, с целью продвижения на восток, прямо к городу Гамбург. Теперь полк находился на немецкой территории, встречая ожесточённое сопротивление немцев. Полк участвовал в захвате ряда городов во время стремительного продвижения в Германию. В апреле полк участвовал в попытке захватить Иббенбюрен, где вёл тяжёлые бои с яростно сопротивлявшимися гитлеровцами. Полк принял участие в других тяжёлых боях, после чего вместе с остальными частями бригады направился на юг к Бремену, где помог захватить Вильдесхаузен. Позже иннискиллинги приняли участие в успешной атаке на Зольтау, после чего возобновилось наступление на Харбург, пригород Гамбурга. К концу апреля немцы вели переговоры о сдаче Гамбурга, города, разрушенного в результате бомбардировок союзников; 7-я бронетанковая дивизия вошла в город 3 мая.

### Послевоенное время
В 1946 году полк был направлен в Йоркские казармы в Мюнстере для прохождения службы в составе 22-й бронетанковой бригады, а затем переведен в казармы Баркер в Падерборне в декабре 1948 года. Полк вернулся в Великобританию в августе 1951 года, откуда через несколько месяцев был направлен в Корею для участия в Корейской войне — войне, которая бушевала с тех пор, как Северная Корея начала внезапное нападение на Южную Корею — в составе 1-й дивизии Содружества.  18 ноября 1952 года китайские народные добровольцы начали массированную атаку на «Крюк», тактически важную позицию, занимаемую британцами, начав второе сражение за «Крюк». «Черный дозор», стойко оборонявший свои позиции, был отброшен назад подавляющей атакой китайцев. Впоследствии британцы предприняли контратаку, которая поддержала «Черную вахту», начавшую методичные усилия по вытеснению китайцев с «Крюка»; в этой атаке участвовал эскадрон B полка, вооруженный мощным основным боевым танком «Центурион». Бои продолжались до раннего утра 19 ноября, но с рассветом китайцы отступили, не сумев укрепить свои позиции на «Крюке». Полк покинул Корею в следующем месяце, прибыв в зону Суэцкого канала незадолго до его передачи египтянам.
В феврале 1957 года полк был переведен в казармы Athlone в Зеннелагере, но вернулся в Великобританию в ноябре 1962 года, откуда перебросил войска в Ливию осенью 1963 года и в Аден и Гонконг в декабре 1964 года. В январе 1966 года эскадрон был переброшен на Кипр для ведения разведки сил Организации Объединенных Наций (ООН), которые находились там для предотвращения конфликта между враждующими греческими и турецкими киприотами. Полк вернулся домой в декабре 1967 г., но затем был переведён в казармы Харевуд в Херфорде в марте 1969 г. и в казармы Йорк в Мюнстере в июне 1970 г. В октябре 1973 г. полк присоединился к силам ООН на Кипре, вернувшись на свою базу в декабре 1974 г.
В декабре 1976 г. полк перешёл в казармы Имфал в Оснабрюке, откуда в апреле 1981 г. отправился в четырёхмесячную командировку в Северную Ирландию. Полк вернулся в Великобританию в ноябре 1984 г., а затем перешёл в казармы Баркер в Падерборне в ноябре 1986 г. Полк отправился в четырёхмесячную командировку в Северную Ирландию в сентябре 1989 г. и снова в январе 1992 г..
В период 1986—1992 гг. полк базировался в Баркер-Баррекс г. Падерборн (земля Северный Рейн-Вестфалия), находясь в составе 4-й бронетанковой дивизии. Имел на вооружении 57 танков Чифтен.
В августе 1992 года, в результате сокращения расходов на оборону по программе «Варианты перемен», полк был объединён с 4-м/7-м королевским драгунским гвардейским полком в Королевский драгунский гвардейский полк.

## Полковой музей
Полковой музей, как и музей Королевского иннискиллингского фузилёрного полка, находится в замке Эннискиллен. Ещё одну экспозицию можно увидеть в Чеширском военном музее в замке Честер.

## Униформа
Во время слияния было принято решение о том, чтобы форма нового полка сохраняла баланс особенностей обоих бывших полков. Так, при полном обмундировании красно-белый плюмаж 5-го драгунского гвардейского полка носился на (серебряном) шлеме 6-го драгунского полка, на шлеме носился значок 5-го полка, но на воротнике — значок 6-го. Жёлтые мундиры (воротник и обшлаг) были сохранены от 6-го драгунского полка, но чтобы не потерять отличительные зелёные мундиры 5-го драгунского гвардейского полка, было предложено носить зелёные бриджи/комбинезон (зелёные бриджи раньше носили в XVIII веке, когда полк был известен как «зелёный конный» (Green Horse)). Предложение было принято, и установилась новая традиция. После механизации зелёные брюки стали носить при различных формах одежды (этот обычай до сих пор сохраняется в полку-преемнике — Королевском драгунском гвардейском полку).

## Боевая слава

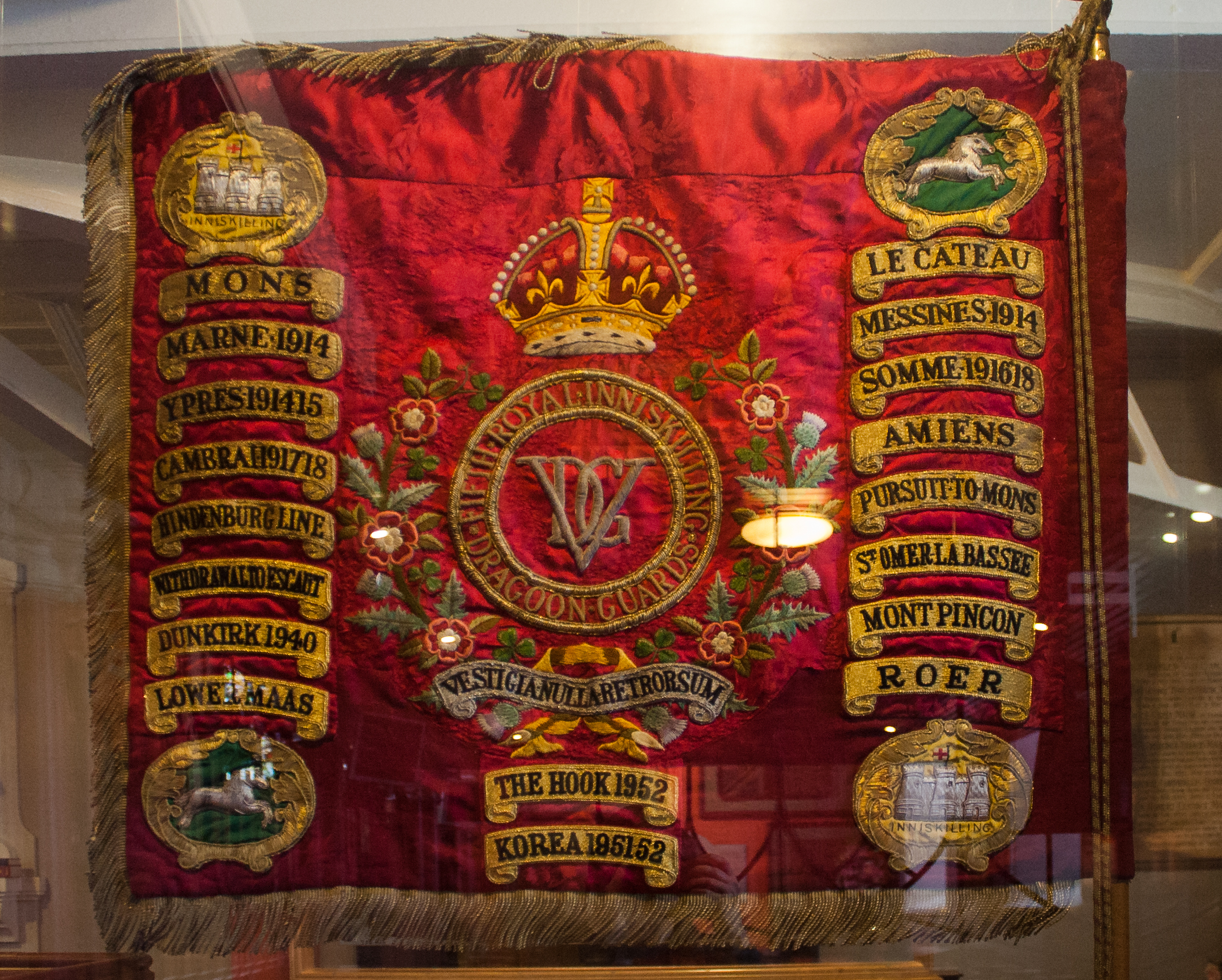
Полковое знамя в Соборе Святого Макартана, демонстрация почётных званий от Монса до Кореи.

Боевые награды (надписи на знамени в память о боевом пути) полка были следующими:
- Ранние войны (унаследованы от предшествующих полков): Blenheim, Ramillies, Oudenarde, Malplaquet, Dettingen, Warburg, Beaumont, Willems, Salamanca, Vittoria, Toulouse, Peninsula, Waterloo, Balaklava, Sevastopol, Defence of Ladysmith, South Africa 1899—1902

- Западный фронт ПМВ (унаследованы от предшествующих полков): Mons, Le Cateau, Retreat from Mons, Marne 1914, Aisne 1914, La Bassée, Messines 1914, Armentières 1914, Ypres 1914 '15, Frezenberg, Bellewaarde, Somme 1916’18, Flers-Courcelette, Morval, Arras 1917, Scarpe 1917, Cambrai 1917 and 1918, St Quentin, Rosières, Avre, Lys, Hazebrouk, Amiens, Hindenburg Line, St Quentin Canal, Beaurevoir, Pursuit to Mons, France and Flanders 1914-18

- Западный фронт ВМВ: North-West Europe: Withdrawal to Scheldt, St Omer-La Bassée, Dunkirk 1940, Mont Pincon, St Pierre La Vielle, Lisieux, Risele Crossing, Roer Triangle (Operation Blackcock), Ibbenburen, North-West Europe 1940 '44-45